# デトレフ・ギュンター
デトレフ・ギュンター（Dettlef Günther、1954年8月27日 - ）は東ドイツのリュージュ選手である。1970年代中ごろから1980年代初めにかけて活躍し、1976年インスブルックオリンピック一人乗りで金メダルを獲得したほか、1979年のリュージュ世界選手権で優勝している。また、ヨーロッパリュージュ選手権では1975年に優勝している。